# 横河デジタル
横河デジタル株式会社（よこがわデジタル、英: Yokogawa Digital Corporation）は、製造業のデジタルトランスフォーメーション（DX）を推進する日本のコンサルティング会社。
世界有数の工業計器・プロセス制御システムメーカーである横河電機の完全子会社（横河グループ）。

## 概要
2022年7月1日、横河電機が培った製造現場の知見と製造業に特化したAIや最新のデジタル技術を活かし、製造業のDX化支援を目的に設立・発足。

## 事業領域
主に製造業に対して、以下サービスを提供。
1. DX/ITコンサルティング（DX/IT戦略策定・ITシステム開発・運用保守）
2. OTコンサルティング（OT課題の発掘・解決方策策定・システム開発・運用保守）
3. AIコンサルティング（AI活用戦略・AI開発・運用保守）
4. セキュリティコンサルティング（現状状調査・要件定義・ネットワーク構築・SOC監視）
5. ソフトウェア（自社パッケージの開発導入・他社ERP導入）
6. トレーニング（DXプログラムトレーニング・計装講座・IT講座・製品技術講座）

## 受賞歴
- 2023年3月15日 - プラント自律制御AI（FKDPP）[3]が 「第52回 日本産業技術大賞」の最高位「内閣総理大臣賞」を受賞[4]

## 沿革
- 2022年7月 - 横河デジタル株式会社を設立
- 2022年9月 - 株式会社エル・ティー・エスへ出資